# Cala Corbs
La cala Corbs és una petita platja natural del municipi de Palamós (Baix Empordà), situada en el tram de penya-segats entre la platja de Castell i Calella de Palafrugell, entre la cala Estreta, a llevant, i la cala Canyers, a ponent, separada d'aquesta per la punta Canyers, que forma una estreta badia que la protegeix del vent. Orientada a sud, la superfície de la cala està composta de còdols, de color grisós. Té una longitud de 25 metres i una amplada de 6 metres. S'hi accedeix a peu pel camí de ronda, des de la platja de Castell.